# 森雄山
森 雄山（もり ゆうざん、1869年〈明治2年〉 - 1917年〈大正6年〉12月27日）は明治中期から大正初期に活躍した日本画家。
京都画壇の重鎮で「明治の応挙」と評された森寛斎の孫で、後に養子となって跡を継いだ。

## 人物
京都に生まれる。日本画家の森直愛（実父は大西喜兵衛）の子。本名は勇太郎。
祖父にあたる森寛斎に師事して円山派を学び、養子となって寛斎の跡を継ぐ。
寛斎の没した明治27年の日本青年絵画協会第3回絵画共進会に《深山遊猿》で三等褒状を受賞し､翌28年の第4回にも《昇旭住友図》で再び三等褒状を受賞した｡また29年の後素協会の発足には委員を務めた｡明治30年の第1回全国絵画共進会では四等に入賞している。
森派の得意とした動物画をよく描いた。
子に日本画家の森公挙がいる。